# ジョンソン郡 (テネシー州)
座標: 北緯36度28分 西経81度52分 / 北緯36.46度 西経81.86度
ジョンソン郡（英: Johnson County）は、アメリカ合衆国のテネシー州にある郡。郡庁所在地はマウンテンシティ (Mountain City)である。
2000年国勢調査での人口は1万7499人だったが、2005年の推計時には1万8116人に増加した。
スティーブ・エアルの楽曲“Copperhead Road”やコーマック・マッカーシーの小説“Outer Dark”の舞台である。

## 地理
国勢調査局の調査では総面積784.8平方キロ（303平方マイル）で、うち771.8平方キロ（298平方マイル）が陸地、総面積の1.41%にあたる10.4平方キロ（4平方マイル）が水域である。
隣接する郡
- ワシントン郡 (バージニア州)（北）
- グレイソン郡 (バージニア州)（北東）
- アッシュ郡 (ノースカロライナ州)（東）
- ワトーガ郡 (ノースカロライナ州)（南東）
- アベリー郡 (ノースカロライナ州)（南）
- カーター郡（南西）
- サリバン郡（西） - ホールストン山地の稜線が境になっている

国立保護区
- チェロキー国有林（一部）

湖沼
- ワトーガ湖

## 人口動態
2000年の国勢調査時点で、この郡には1万7499人、6827世帯、4751家族が暮らしている。人口密度は1平方キロあたり23人で、平方マイルに換算すると59人となる。住居数は7879軒で、1平方キロあたりに平均10軒（1平方マイルあたりでは26軒）が建っていることになる。白人が96.40%、アフリカ系が2.42%、ネイティブ・アメリカンが0.34%、アジア系が0.12%、太平洋諸島系が0.02%、その他の人種が0.23%、混血が0.46%、ヒスパニック（ラテン系）が0.86%を占める。

2000年国勢調査の結果をもとに作成した郡の人口ピラミッド

6827世帯のうち26.4%は18歳未満の子供と暮らしており、55.4%は夫婦で生活している。10.0%は未婚の女性が世帯主であり、30.4%は家族以外の住人と同居している。26.4%が独り身世帯で、11.5%を独居老人が占める。1世帯あたりの平均構成人数は2.35人、家庭の構成人数は2.81人である。
住民のうち19.7%が18歳未満の未成年、7.4%が18歳以上24歳以下、30.8%が25歳以上44歳以下、27.1%が45歳以上64歳以下、15.0%が65歳以上となっており、平均年齢は40歳である。女性100人に対し男性が114.6人いる一方、18歳以上の女性100人ごとに対しては114.4人いる。
一世帯あたりの平均収入は2万3067米ドルで、家族ごとでは2万8400米ドルである。男性の平均収入は2万4018米ドル、女性の平均収入は1万8817米ドルで、労働者でない人々も含めた住民一人当たりの収入は1万3388米ドルとなる。総人口の22.6%、家族の18.7%、18歳未満の子どもの26.8%、および65歳以上の老人の21.5%は貧困線以下の収入で生計を立てている。
マウンテンシティの南西にあるノースウエスト刑務所の収容者は1299名で、郡の人口の7.4%を占める。

## 大統領選
ジョンソン郡が属する下院のテネシー第一選挙区は一貫して共和党が強く、過去120年間民主党が議席をとったことはない。1924年、1932年、1936年の大統領選では共和党が最も強かった選挙区とされ、少なくとも1956年以来共和党の候補者が勝ち続けている。ジョンソン郡においても1992年以降の大統領選では共和党が57%以上を得票しており、2008年の大統領選ではジョン・マケイン候補が70.1%を得票した。

## 都市および町
- マウンテンシティ (en:Mountain City, Tennessee)

非法人地域
- バトラー (en:Butler, Tennessee)
- ローレルブルーメリー (en:Laurel Bloomery, Tennessee)
- シェイディーバレー (en:Shady Valley, Tennessee)
- トレード (en:Trade, Tennessee)